# Anabarhynchus milo
Anabarhynchus milo är en tvåvingeart som beskrevs av Lyneborg 2001. Anabarhynchus milo ingår i släktet Anabarhynchus och familjen stilettflugor. Inga underarter finns listade i Catalogue of Life.